# エクスペリス
エクスペリス（英：Experis）は、マンパワーグループ株式会社のIT領域に特化したブランドである。主要事業は、ITコンサルティング、ITアウトソーシング、ITエンジニア派遣および人材紹介などがある。近年、グループ全体のグローバルネットワークを活かし、外国籍人材の招致、育成、紹介にも注力している。

## 社名
エクスペリス（Experis）は、マンパワーグループ株式会社の3つワーキングブランド（Experis、Manpower、Right Management）の1つであり、“Expert”と“Experience”を組み合わせた造語である。

## 概要
マンパワーグループは、エクスペリスというブランドを通じて、IT分野におけるアウトソーシング、コンサルティングサービス、CRMソリューション、エンジニアの派遣、およびプロフェショナル人材の紹介等のサービスを展開している。2009年からITアウトソーシング（業務委託）事業へ継続的な投資を行ってきた結果、当ビジネスの全体に占める比率は年々拡大している。

## 主なサービス内容

### ITアウトソーシング
エクスペリスが特に強化している事業領域である。
また、グループ会社より、中国、韓国、フィリピン、インドなどのアジア圏からの人材招致を行っている。海外のエンジニアに対して、来日前から日本語、日本の風土・慣習に関する研修を実施し。

### ITエンジニア派遣
アプリケーション開発、システム運用監視、ネットワーク構築、テクニカルサポート等、IT分野全般の業種に関するエンジニアの派遣を行っている。現在アプリケーション領域とインフラ領域、テスト・評価、ヘルプデスク、IT営業、WEB製作、研究開発などの職種のエンジニアが登録されている。登録型派遣、特定派遣、紹介予定派遣等の形態がある。

### プロフェッショナルサーチ
エクスペリス・リーガルフューチャーズ（日本と香港を拠点に、日本、香港、中国、シンガポールの日系、外資系企業や法律事務所へ、法務、コンプライアンスのプロフェッショナル人材を提供する人材紹介事業）、エクスペリス・モータス（自動車、半導体、モバイル、組み込み、医療、ヘルスケア技術分野において、日本、海外の企業へ人材を紹介する人材紹介事業）、エクスペリス・テクノロジーフューチャーズ（IT企業向けのエグゼクティブサーチに特化した人材紹介会社）といった3つの関連企業を通じて、日本をはじめとするアジア・パシフィック地域において、人材の紹介を行っている。